# برايان غلوفر
برايان غلوفر (بالإنجليزية: Brian Glover)‏ (و. 1934 – 1997 م) هو ممثل، وكاتب سيناريو، ومصارع محترف، وممثل أفلام، وممثل تلفزي بريطاني، ولد في شفيلد، توفي في لندن، عن عمر يناهز 63 عاماً، بسبب سرطان الدماغ.

## التعليم
تعلم في جامعة شفيلد
.

## وصلات خارجية
- برايان غلوفر على موقع IMDb (الإنجليزية)
- برايان غلوفر على موقع ألو سيني (الفرنسية)
- برايان غلوفر على موقع ميوزك برينز (الإنجليزية)
- برايان غلوفر على موقع أول موفي (الإنجليزية)
- برايان غلوفر على موقع قاعدة بيانات الأفلام السويدية (السويدية)
- برايان غلوفر على موقع قاعدة بيانات الفيلم (الإنجليزية)
- برايان غلوفر على موقع كينوبويسك (الروسية)